# Семиполки (зупинний пункт)
Семиполки́ — зупинний пункт Ніжинського напряму Київської дирекції Південно-Західної залізниці на лінії Ніжин — Київ-Пасажирський. Розташована між станціями Бобрик (2 км) та станцією Заворичі (6 км).
Платформу було відкрито у 1974 році. Лінію електрифіковано в 1964 році.
Платформа розташована у селі Бобрик.